# São Brás e São Lourenço
São Brás e São Lourenço es una freguesia portuguesa del municipio de Elvas, con 47,57 km² de superficie y 1946 habitantes (2001). Su densidad de población es de 40,9 hab/km².